# The Girl on the Boat
Pour les articles homonymes, voir The Girl on the Boat (homonymie).
Pour plus de détails, voir Fiche technique et Distribution.
The Girl on the Boat est une comédie britannique réalisée par Henry Kaplan sortie en 1962 (ou en 1961) et dont le scénario est inspiré du roman du même nom (en) de 1922 de P.G. Wodehouse..
Le film met en vedette Norman Wisdom, Millicent Martin et Richard Briers.

## Synopsis
Dans les années 1920, deux jeunes hommes rentrant en Angleterre sur un paquebot transatlantique tombent amoureux de deux autres passagers.

## Fiche technique
- Titre original : The Girl on the Boat
- Réalisation : Henry Kaplan
- Scénario : Henry Kaplan, d'après un roman de Pelham Grenville Wodehouse
- Photographie : Denys N. Coop
- Montage : Noreen Ackland, Shiloh Kidd
- Musique : Kenneth V. Jones
- Costumes : David Ffolkes
- Producteur : John Bryan
- Pays de production : Royaume-Uni
- Langue originale : anglais
- Format : noir et blanc
- Genre : comédie
- Durée : 90 minutes
- Dates de sortie :
  - Royaume-Uni : 5 août 1962

## Distribution
- Norman Wisdom : Sam Marlowe
- Millicent Martin : Billie Bennett
- Richard Briers : Eustace Hignett
- Philip Locke : Bream Mortimer
- Sheila Hancock : Jane Hubbard
- Bernard Cribbins : Peters
- Athene Seyler : Mme Adelaide Hignett
- Noel Willman : Webster
- William Sherwood : Mr. Dennis Bennett
- Martin Wyldeck : J.P. Mortimer
- Patience Collier : Miss Millican
- Timothy Bateson : commissaire de bord
- Reginald Beckwith : barman
- Georgina Cookson : une passagère
- Peter Bull : Blacksmith
- Ronald Fraser : le colonel (non crédité)

## Réception critique
- Sky Movies : « Quelque chose d'un départ pour Norman Wisdom... Wisdom était de ne plus s'écarter de la formule jusqu'à la conclusion de sa série de comédies folles pour Rank »[3].
- Radio Times commente : « Norman Wisdom a essayé quelque chose de différent de son slapstick habituel avec cette romance comique maritime... Cela ne fonctionne pas pour Wisdom, bien que cela fonctionne pour les professionnels les moins maniérés du support tels que Richard Briers, Millicent Martin et Athene Seyler »[4].
- Allmovie : « Comme Jerry Lewis, Norman Wisdom est un goût acquis, mais il mérite d'être goûté au moins une fois »[5].